# 292P/Li
292P/Li, komet Jupiterove obitelji